# Virgin Telco
Virgin Telco (estilizado como Virgin telco) es una marca de servicios de telecomunicaciones, licenciada por Virgin, bajo la cual opera Euskaltel, filial del Grupo MásMóvil. Ofrece servicios de telefonía fija, telefonía móvil, internet (fibra y 4G) y televisión (Agile TV) en España.

## Historia
El 12 de febrero de 2020, Euskaltel firmó un acuerdo con Virgin para usar su marca en su expansión nacional, coexistiendo con las enseñas preexistentes del grupo. La empresa vasca también cerró un acuerdo de colaboración con Orange, a quien alquilan tanto su red móvil como su infraestructura de fibra óptica. Finalmente el 20 de mayo de 2020, Virgin Telco comenzó su andadura como operador virtual en el resto de España.
En noviembre de 2024 MasOrange anunció que la marca desaparecería y que los clientes de esta serian absorbidos por las matrices MásMóvil y Orange.